# Fresne-Cauverville
Fresne-Cauverville ist eine französische Gemeinde mit 190 Einwohnern (Stand 1. Januar 2022) im Département Eure in der Region Normandie (vor 2016: Haute-Normandie). Sie gehört zum Arrondissement Bernay und zum Kanton Beuzeville. Die Einwohner werden Fresnais genannt.

## Geografie
Fresne-Cauverville liegt etwa 21 Kilometer nordwestlich von Bernay im Pays d’Auge an der Calonne. Umgeben wird Fresne-Cauverville von den Nachbargemeinden Morainville-Jouveaux im Nordwesten und Norden, Noards im Nordosten, Heudreville-en-Lieuvin im Osten, Saint-Aubin-de-Scellon im Süden sowie Bailleul-la-Vallée im Südwesten und Westen.

## Geschichte
1844 wurden Notre-Dame-de-Fresne und Cauverville-en-Lieuvin miteinander vereinigt.

## Bevölkerungsentwicklung
| 1962                       | 1968 | 1975 | 1982 | 1990 | 1999 | 2006 | 2019 |
| -------------------------- | ---- | ---- | ---- | ---- | ---- | ---- | ---- |
| 181                        | 158  | 154  | 171  | 171  | 161  | 191  | 194  |
| Quellen: Cassini und INSEE |      |      |      |      |      |      |      |

## Sehenswürdigkeiten
- Kirche Notre-Dame aus dem 12. Jahrhundert, Umbauten aus dem 17. Jahrhundert
- Herrenhaus Clairmaire aus dem 17. Jahrhundert

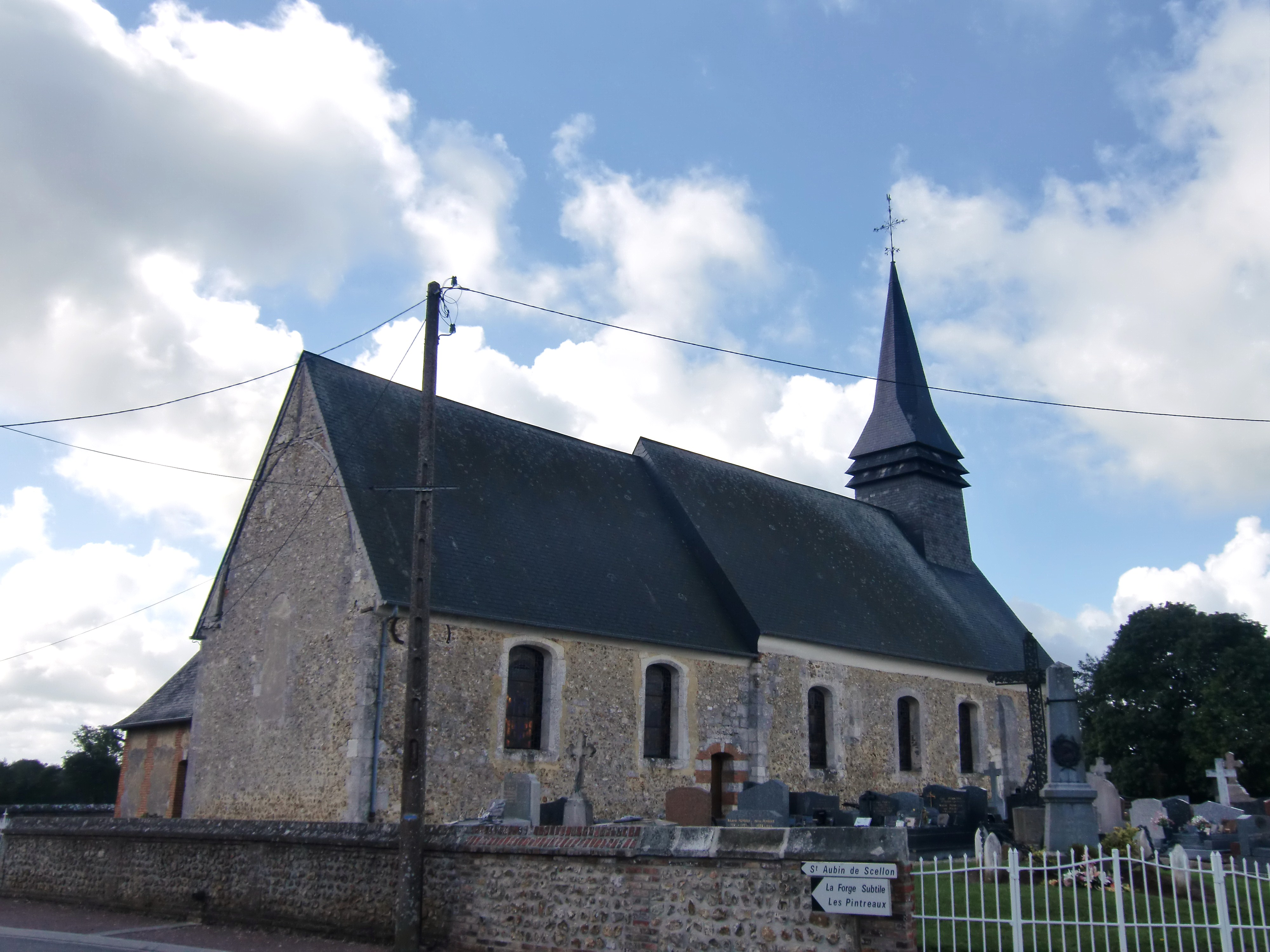
Kirche Notre-Dame